# Сен-Дизье, Жозеф Николя
Жозеф Николя Сен-Дизье (фр. Joseph Nicolas Saint-Dizier; 1755—1805) — французский военный деятель, полковник (1794 год), участник революционных и наполеоновских войн.

## Биография
Начал военную службу 28 июля 1772 года в драгунском полку Шомберга. 19 сентября 1775 года получил звание бригадира. В 1778 году служил в прибрежной армии и в лагере Параме. 1 апреля 1780 года — фурьер, 10 июля 1787 года — знаменосец. 1 января 1791 года его полк был переименован в 17-й драгунский полк. 1 апреля 1791 года стал младшим лейтенантом. С 1 января 1792 года служил под командой полковника Моннье де Прийи в гарнизоне Валансьена. 23 января 1792 года уже лейтенант. В мае 1792 года присоединился с полком к Северной армии маршала Люкнера. В сентябре того же года переведён в состав Армии Центра, сражался 20 сентября 1792 года при Вальми. С 31 декабря 1792 года служил в гарнизоне Турне. 15 февраля 1793 года переведён в Мозельскую армию. 1 апреля 1793 года — капитан. 30 октября 1793 года присоединился к Рейнской армии и 17 декабря 1793 года назначен в состав авангардной дивизии генерала Дезе. 23 декабря 1793 года получил звание командира эскадрона. 23 мая 1794 года дрался при Шифферштадте. 13 июня 1794 года произведён в полковники, и был назначен командиром своего 17-го драгунского полка. С 1 октября 1795 года служил в гарнизоне Хагенхейма в составе Рейнско-Мозельской армии. В июне 1796 года присоединился к дивизии генерала Башарети де Бопюи и 5 июля 1796 года отличился в сражении при Раштадте. В августе 1796 года назначен в 1-ю дивизию генерала Делаборда Рейнской армии, участвовал во вторжении генерала Моро в Баварию, отличился 22 апреля 1797 года при переходе через Рейн у Дирсхайма близ Келя, где захватил две пушки и значительное число пленных. Во время всех этих кампаний он получил несколько почётных грамот по приказу армии.
В 1798—1800 годах принимал участие в кампаниях в составе Дунайской и Гельветической армий. 21 марта 1799 года отличился в бою при Пфуллендорфе, где во главе своих драгун опрокинул несколько австрийских пехотных колонн. Сражался 19 июня 1799 года при Треббии и 25 сентября 1799 года при Цюрихе. В 1800 году возвратился в Рейнскую армию и 3 декабря 1800 года участвовал в важнейшем сражении при Гогенлиндене под началом Моро.
После заключения Амьенского мира служил в гарнизоне Понт-а-Муссона. С лета 1803 года его полк входил в состав Армии Берегов Океана. 24 августа 1805 года 17-й драгунский присоединился к 1-й бригаде Саюка 4-й драгунской дивизии Бурсье Великой Армии. Принял участие в Австрийской кампании 1805 года. Погиб 11 октября 1805 года в сражении против австрийской кавалерии при Хаслах-Юнгингене.

## Награды
Легионер ордена Почётного легиона (11 декабря 1803 года)
 Офицер ордена Почётного легиона (14 июня 1804 года)